# La Liga 1939–40
La Liga mùa giải 1939-40 bắt đầu từ ngày 3 tháng 12 năm 1939 và kết thúc vào ngày 28 tháng 4 năm 1940.
Giải đấu bao gồm các câu lạc bộ sau:
| - Athletic Bilbao - Athletic Aviación Club - FC Barcelona - Betis Balompié - Celta de Vigo - CE Espanyol |  | - Hércules CF - Madrid CF - Racing de Santander - Sevilla FC - Valencia CF - Zaragoza |

## Bảng xếp hạng
| Hạng | Câu lạc bộ              | Tr | T  | H | Th | Bt | Bb | Điểm | Hs  |                                 |
| ---- | ----------------------- | -- | -- | - | -- | -- | -- | ---- | --- | ------------------------------- |
| 1    | Athletic Aviación Club1 | 22 | 14 | 1 | 7  | 43 | 29 | 29   | +14 | Vô địch La Liga                 |
| 2    | Sevilla FC              | 22 | 11 | 6 | 5  | 60 | 44 | 28   | +16 |                                 |
| 3    | Athletic Bilbao         | 22 | 11 | 4 | 7  | 57 | 44 | 26   | +13 |                                 |
| 4    | Madrid CF               | 22 | 12 | 1 | 9  | 47 | 35 | 25   | +12 |                                 |
| 5    | CE Espanyol             | 22 | 11 | 2 | 9  | 43 | 43 | 24   | 0   |                                 |
| 6    | Hércules CF             | 22 | 9  | 5 | 8  | 41 | 34 | 23   | +7  |                                 |
| 7    | Zaragoza                | 22 | 7  | 7 | 8  | 30 | 40 | 21   | -10 |                                 |
| 8    | Valencia CF             | 22 | 9  | 3 | 10 | 40 | 36 | 21   | +4  |                                 |
| 9    | FC Barcelona            | 22 | 8  | 3 | 11 | 32 | 38 | 19   | -6  |                                 |
| 10   | Celta de Vigo           | 22 | 9  | 1 | 12 | 45 | 50 | 19   | -5  |                                 |
| 11   | Betis Balompié          | 22 | 6  | 4 | 12 | 26 | 51 | 16   | -25 | Xuống hạng tới Segunda División |
| 12   | Racing de Santander     | 22 | 6  | 1 | 15 | 37 | 57 | 13   | -20 | Xuống hạng tới Segunda División |

1 Oviedo CF không được tham dự mùa giải 1939-40 do chất lượng sân bãi của câu lạc bộ tại Buenavista sau cuộc nội chiến quá nghèo nàn. Một quyết định được đưa ra cho phép Oviedo CF có một mùa giải để cải thiện sân đấu, sau đó câu lạc bộ sẽ tiếp tục được thi đấu ở mùa giải 1940-41. Để thay thế suất tham dự của Oviedo CF ở mùa giải 1939-40, một trận playoff giữa Athletic Aviación Club và Atlético Osasuna, 2 đội phải xuống hạng mùa giải 1935-36, đã được tổ chức. Athletic Aviación Club giành chiến thắng 3-1.
Do Oviedo CF đã được đảm bảo 1 suất tham dự mùa giải 1940-41 nên chỉ có đội đứng đầu Segunda División 1939-40 được thăng hạng. Đội đứng thứ 2 phải đá trận play-off đặc biệt với đội đứng thứ 10 La Liga (Celta de Vigo). Celta de Vigo đã trụ hạng thành công nhờ thắng trận playoff.

## kết quả thi đấu
- Lưu ý: Đội chủ nhà được liệt kê ở cột dọc bên trái còn đội khách ở hàng trên cùng.

|                        | Ath | AtM | Bar | Bet | Cel | Esp | Hér | Mad | Rac | Sev | Val | Zar |
| Athletic Bilbao        |     | 1-3 | 7-5 | 6-1 | 4-1 | 4-0 | 4-1 | 3-1 | 3-2 | 3-4 | 1-2 | 1-1 |
| Athletic Aviación Club | 3-1 |     | 3-0 | 0-0 | 4-1 | 2-0 | 2-1 | 2-1 | 2-1 | 4-2 | 0-2 | 5-1 |
| FC Barcelona           | 0-2 | 1-2 |     | 2-0 | 2-0 | 0-1 | 0-0 | 0-0 | 3-1 | 1-2 | 4-1 | 2-1 |
| Betis Balompié         | 0-0 | 1-2 | 3-0 |     | 2-0 | 2-0 | 4-3 | 0-4 | 2-1 | 3-2 | 0-3 | 0-0 |
| Celta de Vigo          | 2-4 | 1-0 | 1-2 | 4-2 |     | 2-0 | 4-0 | 2-3 | 5-1 | 2-0 | 3-2 | 5-1 |
| CE Espanyol            | 3-4 | 2-0 | 1-1 | 5-0 | 4-1 |     | 3-3 | 5-4 | 3-1 | 2-1 | 2-3 | 2-0 |
| Hércules CF            | 1-0 | 4-1 | 1-2 | 3-0 | 6-1 | 1-2 |     | 0-2 | 3-1 | 3-3 | 2-1 | 5-1 |
| Madrid CF              | 4-1 | 2-1 | 2-1 | 3-0 | 2-1 | 3-1 | 0-1 |     | 3-2 | 1-3 | 2-1 | 5-1 |
| Racing de Santander    | 3-0 | 0-2 | 2-3 | 4-2 | 6-2 | 2-3 | 0-1 | 2-1 |     | 3-3 | 2-1 | 1-0 |
| Sevilla FC             | 3-3 | 4-1 | 2-1 | 4-3 | 1-4 | 4-0 | 1-1 | 3-2 | 8-2 |     | 4-2 | 3-0 |
| Valencia CF            | 3-4 | 1-0 | 3-1 | 4-0 | 1-1 | 1-3 | 2-1 | 3-1 | 4-0 | 2-2 |     | 0-0 |
| Zaragoza               | 1-1 | 4-3 | 3-1 | 1-1 | 3-2 | 4-1 | 0-0 | 3-1 | 3-0 | 1-1 | 1-0 |     |

## Cúp Pichichi
| Cầu thủ        | Bàn thắng | Câu lạc bộ      |
| -------------- | --------- | --------------- |
| Víctor Unamuno | 20        | Athletic Bilbao |
| Raimundo       | 18        | Sevilla FC      |
| Vilanova       | 17        | Hércules CF     |
| Campanal I     | 16        | Sevilla CF      |

| Vô địch La Liga 1939–40      |
| ---------------------------- |
| Athletic Aviación Club 1 lần |